# Öresundsregionen

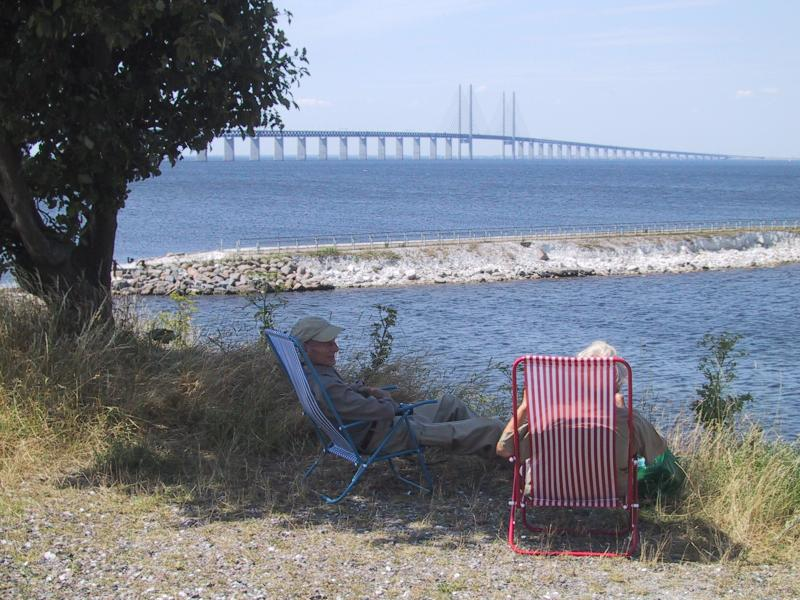
Öresundsbron

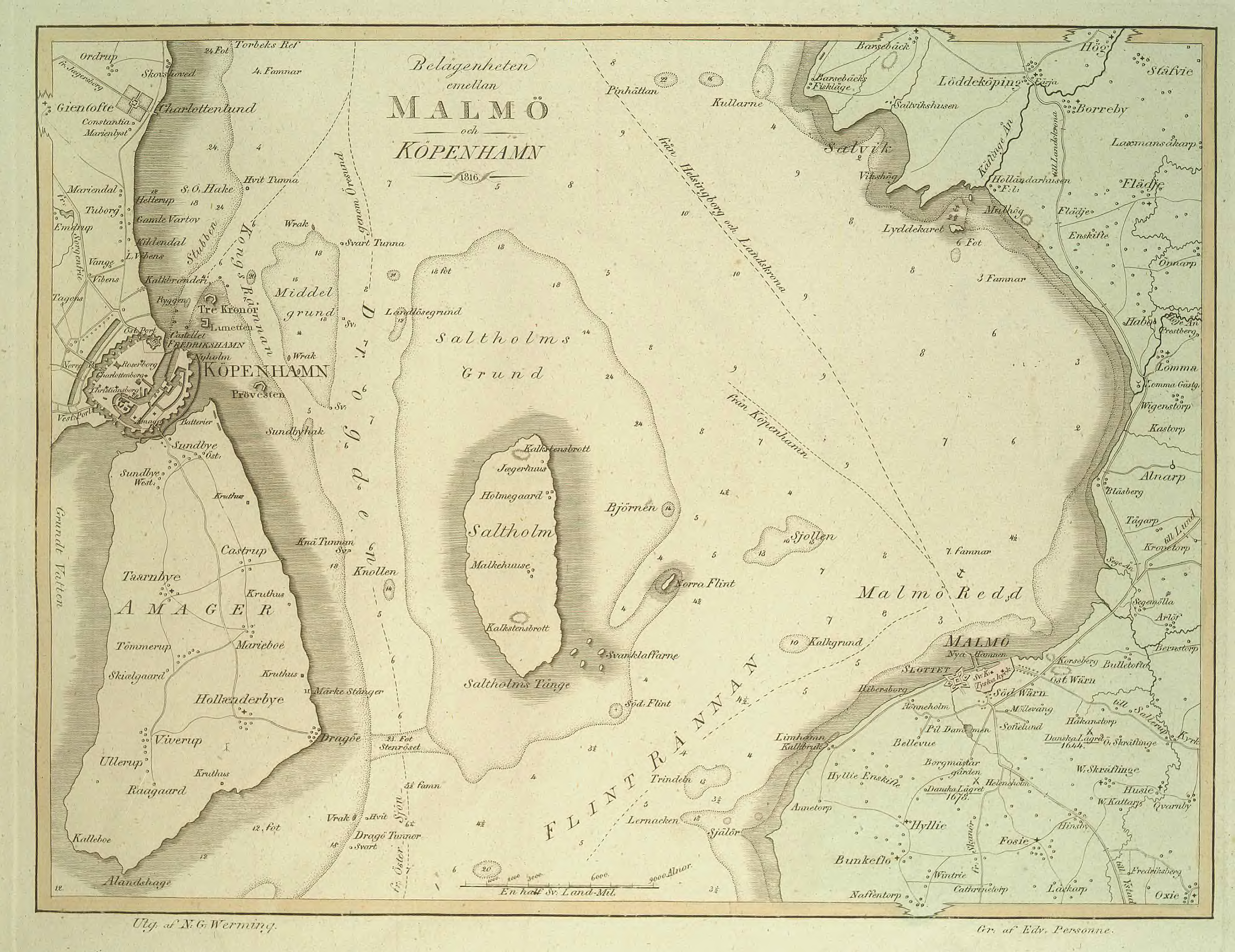
Historisk karta från 1816 som visar Öresund mellan Malmö och Köpenhamn

Öresundsregionen (danska: Øresundsregionen) är en samarbetsregion som omfattar Skåne och östra Danmark. Den är Nordens befolkningsmässigt största, transnationella samarbetsregion och har fått sitt namn efter Öresund.
I regionen produceras 26 procent av Sveriges och Danmarks samlade BNP. Här finns också mer än 12 universitet, 155 000 studenter, 12 000 forskare samt den största koncentrationen av högutbildade i norra Europa.
Begreppet etablerades i samband med att Öresundsbron byggdes under åren 1995–2000. Regionen omfattar, enligt Öresundskommitténs definition, förutom Själland och Skåne också de danska öarna Amager, Mön, Falster, Lolland och Bornholm. Ytan är 20 869 km². Folkmängden uppgick i regionen i juli 2021 till över 4 100 000 invånare, med över 1 390 000 på den svenska sidan och 2 699 551 (inklusive Ertholmene med 89 invånare) på den danska. Folkmängden i Öresund förväntas öka till närmare 4 175 000 invånare 31/32, men redan under år 2019 passerade befolkningen fyra miljoner invånare De dominerande befolkningskoncentrationerna är Köpenhamns storstadsområde (cirka 1,9 miljoner invånare, inklusive bland annat Roskilde) och Stormalmö (cirka 650 000 invånare, inklusive bland annat Lund). Den största staden i regionen utanför dessa två storstadsområden är Helsingborg.
Öresundsregionen innebär att Skåne utgör en del av en stor europeisk region med större utsikter till ekonomisk tillväxt, med stor befolkningsbasis och god infrastruktur. En utjämning av arbetsmarknad och bostadsmarknad har skett mellan, främst, de ömse sidor av Öresund. Bland annat går det järnväg med täta tågförbindelser på båda sidorna. På båda sidorna går det också motorvägar som binds ihop med bron.
En icke obetydlig arbetspendling förekom redan före Öresundsbrons tillkomst, men med bron skedde en tydlig regionförstoring. Större delar av både Skåne och Själland kom att få lämpligt pendlingsavstånd, och arbetspendlingen ökade de följande åren kraftigt. 2010 beräknades pendlingen för jobb och studier över Öresundsbron till 20 700 personer. En trafikanträkning 2006 visade att på vardagar knappt 11 000 personer, [källa behövs] i vardera riktningen, tar Öresundståg över sundet – vilket inkluderar både arbetspendling, fritidsresor och resor till Kastrups flygplats. Många arbetar också på själva flygplatsen. Ett bakslag för Öresundsregionen var de identitetskontroller som infördes vintern 2015–2016 för tåg och bussar i riktning mot Sverige på båda sidor av sundet och som förlängde restiden för tågresenärer med ofta en halvtimme eller mer.
IT-klustret i Öresundsregionen är ett av Europas största. År 2009 var nästan 120 000 personer i 10 000 företag, anställda inom IT-sektorn. Förutom IT och bioteknik är dessutom distribution av livsmedel en tillväxtsektor. Många världsledande företag har nordiska huvudkontor i regionen, och inom dagligvaruföretag och livsmedel hade Öresundsregionen år 2004 en majoritet av de nordiska huvudkontoren.
För Köpenhamn ger regionförstoringen bättre möjligheter att uppnå den befolkningsmässiga storlek som är typisk för kontinentala storstäder och som anses vara nödvändig för att kunna utöka antalet kulturella institutioner, internationella evenemang, turism och allmän attraktionskraft gentemot företag och forskare i konkurrens med andra storstadsområden inom OECD. Förhoppningar riktas mot potentialen i framtida samarbete mellan universiteten i Köpenhamn–Roskilde och Malmö–Lund. 
Trots påtryckningar på regeringarna i såväl Köpenhamn som Stockholm och skapandet av ett samarbetsorgan som redan har löst några av problemen med olika skatteregler, kvarstår fortfarande många problem och oklarheter för dem som pendlar över sundet. [källa behövs]
1993 startades ett regionpolitiskt forum av danska och svenska politiker. 2016 bytte samarbetsorganisationen namn från Öresundskomittén till Greater Copenhagen & Skåne Committee.